# Galda
|  | No s'ha de confondre amb Reseda lutea. |

La galda o gavarró (Reseda luteola) és una espècie de planta herbàcia del gènere Reseda de la família de les resedàcies. L'espècie va ser creada i descrita per Carl von Linné i publicada a Species Plantarum, vol. 1, p. 448[1], 1753. Antigament es conreava intensament pel colorant groc que proporcionava i que era molt empleat pels tintorers.

## Morfologia

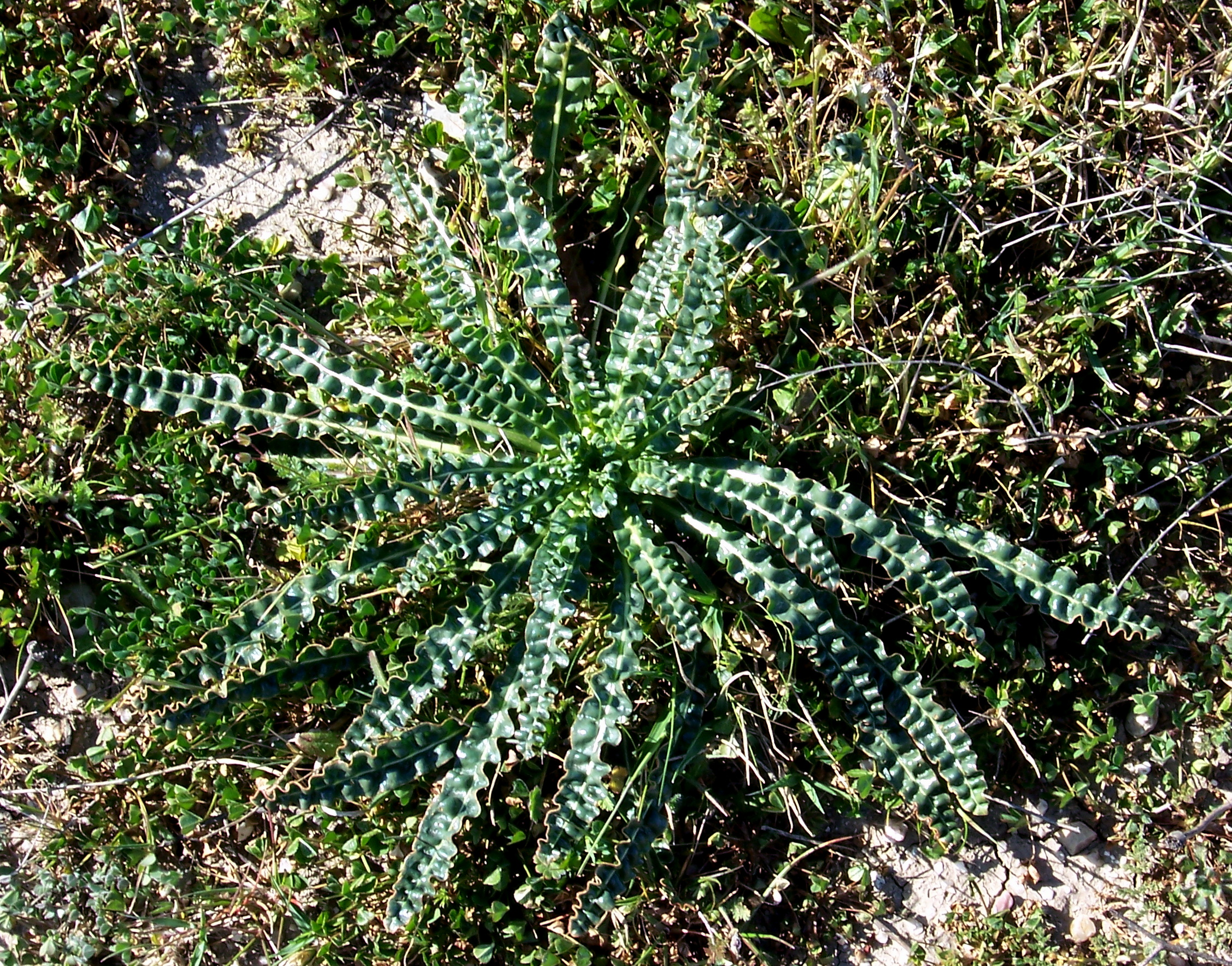
Roseta basal de fulles amb marges ondats

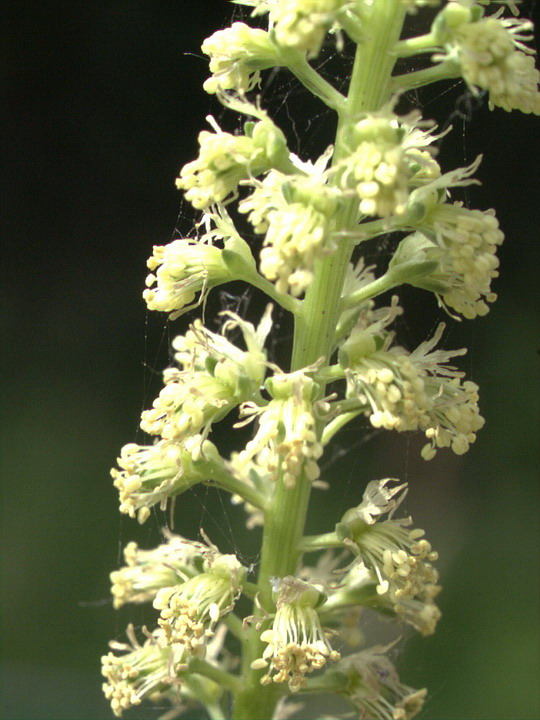
Detall de la inflorescència espiciforme en antesi

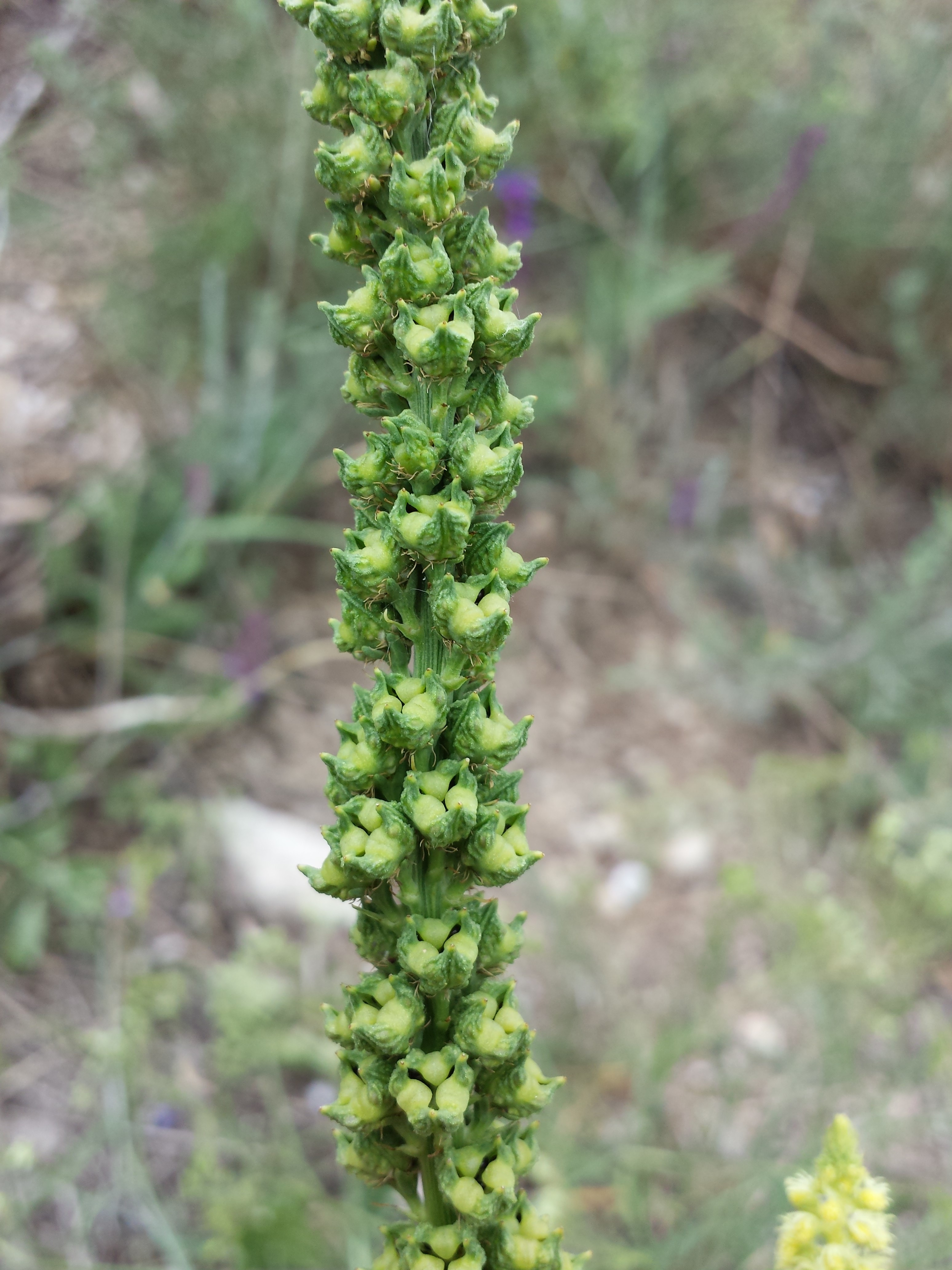
Detall de la inflorescència espiciforme en fructificació

Planta generalment anual, de mitjana amida un metre d'alçària, amb tija alçada. Fulles simples, senceres, lanceolades, que poden ser una mica espatulades, ondades. Durant part de la primavera i tot l'estiu produeix flors groguenques o verdoses, curtament pedunculades, reunides en rams densos i allargats com espigues. Té 4 sèpals, dels quals el superior és més gran, 4 pètals, el superior esfilagarsat en 5-8 lacínies; els laterals dividits en 3 segments i l'inferior sencer i molt petit. Nombrosos estams més llargs que la corol·la.
Nombre cromosòmic: 2n=24, 26

## Ecologia
És una espècie nativa d'Europa, nord d'Àfrica, Macaronèsia i Àsia occidental fins al Pakistan. Introduïda i naturalitzada a Amèrica.A Espanya, està molt dispersa per tot el territori peninsular, les illes Balears i les illes Canàries.
Habita en herbassars nitrificats a les vores de camins, erms, runams, sobretot en llocs sorrencs o pedregosos.

## Sinònims
- Arkopoda luteola (L.) Raf.
- Luteola resedoides Fuss
- Luteola tinctoria Webb i Berthel.
- Reseda crispata Link
- Reseda dimerocarpa (Müll.Arg.) Rouy & Foucaud
- Reseda gussonei Boiss. & Reut.
- Reseda luteola subsp. dimerocarpa (Müll.Arg.) Abdallah & de Wit
- Reseda luteola subsp. gussonei (Boiss. & Reut.) Franco
- Reseda pseudovirens Friv. exHampe[8]